# Adrian Lulgjuraj
Adrian Lulgjuraj (Ulcinj, Jugoszlávia [ma Montenegró], 1980. augusztus 19. –) albán énekes, szövegíró. Ő képviselte Bledar Sejkóval Albániát a 2013-as Eurovíziós Dalfesztiválon Malmőben, az Identitet (magyarul: Azonosság) című dallal. Adrian és Bledar 2012. december 22-én nyerte meg az Eurovíziós Dalfesztivál albán nemzeti döntőjét, a Festivali i Këngëst.

## Diszkográfia
- Të mori një detë (2011)
- Evoloj (2012)
- Identitet (2012)

## Fordítás
- Ez a szócikk részben vagy egészben  az   Adrian Lulgjuraj című angol Wikipédia-szócikk fordításán alapul.  Az eredeti cikk szerkesztőit annak laptörténete sorolja fel. Ez a jelzés csupán a megfogalmazás eredetét és a szerzői jogokat jelzi, nem szolgál a cikkben szereplő információk forrásmegjelöléseként.